# ویلهلمس‌دورف
ویلهِلمس‌دورف (به آلمانی: Wilhelmsdorf) یک شهر در آلمان است که در ایالت بادن-وورتمبرگ واقع شده‌است.

## خصوصیات
ویلهلمسدورف ۳۸٫۱۰ کیلومترمربع مساحت دارد ۶۱۶ متر بالاتر از سطح دریا واقع شده‌است.